# Nagyszalonta magyar irodalmi élete
Nagyszalonta magyar irodalmi élete – Első írásbeli említése Zolunta alakban 1214-ből származik. A 15-16. században a Toldi család birtoka. 1606-ban Bocskai István háromszáz hajdújának letelepítésével hadászati szerepet kapott. Ők építették fel azt a várat, amelynek restaurált öregtornyában, az ún. Csonkatoronyban lelt otthonra az Arany János Múzeum.

## Előzmények
A városban a 17. század elején létesült református iskola. A 18. század első évtizedétől ennek már gimnáziumi osztályai voltak. Itt tanult és oktatott a természettudós és nyelvész Földi János, majd Arany János. 1907-ben vált az iskola nyolcosztályos főgimnáziummá. Ebben az időben létesült a városban polgári leányiskola is. A két tanári közösség több tagja cselekvően részt vett a város irodalmi életében. Móczár József megszerkeszti a városmonográfiát (1906), Viski Károly itt kezd etnográfiával foglalkozni, s Aranyék háza (1917), majd Arany népe (1919) c. munkáival járul hozzá az Arany-kultusz irodalmához. Szendrey Zsigmond diákjaival lejegyzi a még élő népköltészetet (1912-18). H. Fekete Péter Arany-kutatásokat végez, Debreczeni István református lelkész pedig a múzeum és az Arany Emlékegyesület történetét írja meg (1913).
A helybeli irodalmi-művelődési életben fontos szerepet töltött be a színház. Szalontát már az 1860-as évektől felkeresték különböző vándortársulatok: első adatunk a Bánk bán 1860. évi bemutatójáról, illetve a Buday József társulata által meghirdetett előadás hatósági betiltásáról van. Az előadások színhelyéül abban az időben Pápai Ferenc "színtermét", később a Csizmadia Színkört, majd a Korona vendéglő udvarán felállított színpadot említik. A bemutatott darabok között van népszínmű (Csepreghy Ferenc: Sárga csikó, Tóth Ede: A falu rossza), klasszikus mű (a Tartuffe, az Othello, a Coriolanus), divatos operett (Hervé: Lili, Konti József: Suhanc), de kortárs magyar dráma is (Thury Zoltán: Katonák, Csiky Gergely: Cifra nyomorúság, Bródy Sándor: A medikus).
A helybeli értelmiség találkozóhelye egy évszázadon át az 1845-ben alapított Kaszinó. Az 1882. november 12-én létrehozott Arany János Emlékbizottság, majd utóda, az Arany Emlékegyesület nemcsak a költő emlékezetét szolgálta, hanem serkentője volt az irodalmi és tudományos tevékenységnek is. A 19. század végén növekvő szerephez jutott a helyi sajtó. 1889. január 1-jével Reich Jakab, későbbi nevén Székely J. Jenő, megindítja a Nagyszalonta és Vidéke c. hetilapot, amely 1894-től Szalontai Lapokként tölti be véleményformáló szerepét, majd 1910. november 20-tól napilappá válik. Munkatársai közül önálló munkáival emelkedik ki Rozvány György, Nagy Márton, Podhradszky Rezső, Szikszay Lajos és Költő Kálmán. A Nagyszalonta c. lap csupán néhány számot, a Friss Újság két évfolyamot ért meg, a Magyarországi Tanácsköztársaság idején indult Testvériségnek öt száma látott napvilágot.

## 1918 után
Az 1919-es történelmi változások nyomán megrendültek a művelődés korábbi politikai és társadalmi keretei, szegényebbé vált a színházi élet. A nagyváradi és kolozsvári társulatok mellett csak esetlegesen vállalkozott szalontai előadásra egy-egy társulat (Inke Rezsőé például). Majd csak a bécsi döntés után látogat ide Hámori Aladár, illetve a budapesti Fővárosi Operettszínház. A bemutatott darabok közül a nevezetesebbek: Kodolányi János: Földindulás, Harsányi Zsolt: Bolond Ásvayné, Zilahy Lajos: Tűzmadár, Arányi Kornél: Dankó Pista nótafája, Erdélyi Mihály: Becskereki menyecske (Dajka Margit vendég-felléptével), a Kaméliás hölgy és a Mosoly országa. Ezek az előadások 1928-tól már az akkor felavatott Vigadóteremben zajlottak. Válságos helyzetbe kerültek az olyan intézmények is, mint az Arany Emlékegyesület, amelynek az új hatóságok egy évtizeden át halasztották hivatalos elismerését. A kisebbségi helyzetben is tovább tevékenykedett a Kaszinó, a Gazdakör, az Ipartestület, a Kereskedelmi Kör és több vallásos és sportegyesület. A kulturális élet folytonosságát az 1864-től működő Iparos Dalárda s az egyházi egyesületek műkedvelő csoportjai biztosították.
A két világháború között az irodalmi élet elsekélyesedett, tudományos tevékenységről nem lehetett szó. A fiú- és leánygimnázium román nyelvűvé válása után a tanárok egy része repatriált, s a tehetséges fiatalok ugyancsak Magyarországra települtek át. Ezzel magyarázható, hogy a szalontai származású Erdélyi József, Sinka István, Zilahy Lajos, Bihari Klára Magyarországon vált ismert íróvá, akárcsak Kiss Ferenc világhírű anatómussá vagy Kulin György neves csillagásszá.
Szerényebb irodalmi megnyilvánulások számára az 1937-ig megjelenő Szalontai Lapok mellett az 1929-ben Gaál Sándor nyomdász kiadásában megjelent Az Újság nyújtott lehetőséget. Ezt a lapot Kibédi Sándor, Mezey Andor, Serényi József, Reményi Sándor szerkesztette, 1940. szeptember 4-től pedig Nagyszalontai Az Újság c. alatt Pétery Lajos, Wekerle József és Balogh Sándor. A lap a szovjet csapatok bevonulása nyomán szűnt meg. A helyi sajtóban a helyi szerzők szépirodalmi kísérletei mellett forrásértékű helytörténeti közlések is megjelentek, a leggyakrabban Bordás László jegyző tollából. Irodalmi esték vendégei voltak az erdélyi magyar irodalom jelesei, így Berde Mária, Gulácsy Irén, Károly Sándor, Kós Károly, Maksay Albert, Nyirő József, Reményik Sándor, Tabéry Géza, Tavaszy Sándor, a Felvidékről Mécs László. Az 1940-es évek elején a diákönképzőkör vendége volt Gellért Sándor, Karácsony Sándor, Lükő Gábor és Sinka István. Az 1929-től ismét engedélyezett Arany Emlékegyesület ünnepi rendezvényei közül kitűnt az 1932-es, a költő halálának félszázados évfordulóján.

## 1944 után
1944-45-ben a háborús megrázkódtatásokból elsőnek a színjátszás éledt fel Nagyszalontán. Ekkor történik meg, hogy egy színtársulat, a Balogh Tihaméré, egy teljes színházi szezont valósít meg, napi előadásokkal. A műsoron persze elsősorban közönségvonzó, népszerű darabok szerepelnek (a Mágnás Miska, Erdélyi Mihály Sárgapitykés közlegénye, a Csárdáskirálynő, Farkas Imre Nótás kapitánya), de színpadra kerül ekkor a város szülötte, Zilahy Lajos drámája, a Fatornyok is. Mindez azonban egyetlen színházi évadon át tartott. A következő fél évszázadban csak a nagyváradi magyar színház társulata látogatott el néha a "nevezetes város"-ba.
1945 után – a Magyar Népi Szövetség (MNSZ) átmeneti sikerei ellenére – a központosító államhatalom a korábbi társadalmi és vallási szervezeteket, köztük az Arany Emlékegyesületet is rendre megszüntette. A helyi sajtót a háromszor is nekirugaszkodó Népszabadság képviseli, amelynek utolsó ismert száma 1947. január 12-i dátumot visel. Csupán a gimnázium ifjúságának sikeres színielőadásai jelentettek még eseményt, de a tanügyi reform ennek is véget vetett. Némi javulást hozott a városi Művelődési Ház 1952-es és az Arany János Irodalmi Kör 1955-ös megalapítása. A kör meghívására 1956 és 1986 között a romániai magyar irodalom és tudományosság szinte valamennyi személyisége ellátogatott Nagyszalontára, köztük Olosz Lajos, Asztalos István, Szemlér Ferenc, Kányádi Sándor, Páskándi Géza, Sütő András, Szabó Gyula, Dávid Gyula, Domokos Géza, Gáll Ernő, Kántor Lajos, Faragó József, Imreh István, Xántus János. A város magyarsága bekerült az erdélyi magyar írásbeliség vérkeringésébe, s ez serkentő hatással volt a helyi alkotási kedv kibontakozására is. Az 1930-as évek irodalmi szórványjelenségei – Kovács Béla szalontai vígeposza, Sárközi Gerő, Incze Béla, Tordai Ferenc versei – után a fellendülő helyi irodalom az 1950-es évekre Bonczos István és Nagy Ilona novelláival, Gábor Ferenc verseivel jelentkezik.
Felélénkül a tudományosság is. Az események többnyire Arany János emlékéhez fűződnek, sorukból kiemelkedik a költő születésének 140. és halálának 100. évfordulója alkalmából rendezett országos ünnepség. Az emlékmúzeum anyagának kiegészítése és levéltárának, dokumentációs könyvtárának létrehozása után bel- és külföldi filológusok élnek a felkínált lehetőségekkel. A szalontaiak közül Dánielisz Endre néprajzi, irodalom- és helytörténeti, Fábián Imre népköltészeti, Wagner István művészettörténeti kutatásokat folytat. Az emlékmúzeum különálló termében 1959 óta képző-, fotó- és népművészeti kiállításokra kerül sor.
A nacionalista diktatúra elhatalmasodásával az 1980-as években az Irodalmi Kör is a szigorúan ellenőrzött szellemi fórumok sorába kerül. Egyedül a sajtó és a nagyváradi színház látogatásai szolgáltattak alkalmat a lakosság kétharmadát jelentő magyarság anyanyelvi kultúrájának ápolására. Az 1989-es decemberi fordulatot a lakosság kitörő lelkesedéssel fogadta. December 22-én este az ifjúság a lyukas román trikolórt a diktatúra alatt is a helyén maradt Kossuth-szobor bronzalakjának kezébe illesztette, és körülötte tüntetett a demokrácia mellett. Már december 29-én megalakult az RMDSZ helyi szervezete, és magyar polgármestert választottak. 1990. február 23-án újraindult a Szalontai Lapok, amely szerkesztőségében a helyi magyar értelmiséget (Balogh Árpád, Dánielisz Endre, Fazekas Tibor, Polyánki Sándor, Székely Ernő, Tódor Albert) képviselte. A lap azonban papír- és nyomdagondok miatt a május 30-i számmal megszűnt, s csak évekkel később történt kísérlet új lapok: a helyi hivatalos Szalontai Krónika, a Szalontai Napló (1994-97), a Szalontai Újság (1994) és az ebtenyésztők lapja, az Ebadta (1993-94), valamint a Hanta c. diáklap (1992) meggyökereztetésére – változó sikerrel.
1991. szeptember 9-én megalakult az Arany János Művelődési Egyesület, s a feléledő kultusz egy második Arany-szoborral tette gazdagabbá a várost. A költő első kőszobrát 1907-ben helyezték a Csonkatorony múzeumi bejárata fölé, ez Kolozsvári Szeszák Ferenc alkotása; 1992. március 1-jén pedig, a költő születésének 175. évfordulójára emlékezve országos ünnepség keretében felavatták Kiss István főtéri bronz Arany-szobrát is. Az évfordulóra újabb Arany-feldolgozások készültek Dánielisz Endre tollából, s az esemény alkalmából Nagyszalonta vendége volt Tőkés László és a román esszéista Radu Enescu Nagyváradról, Magyarországról pedig Andrásfalvy Bertalan, Czine Mihály, Csoóri Sándor. Röviddel ezután a budapesti Magyar Irodalomtörténeti Társaság rendezett tudományos konferenciát.